# Wolodymyr Starossolskyj

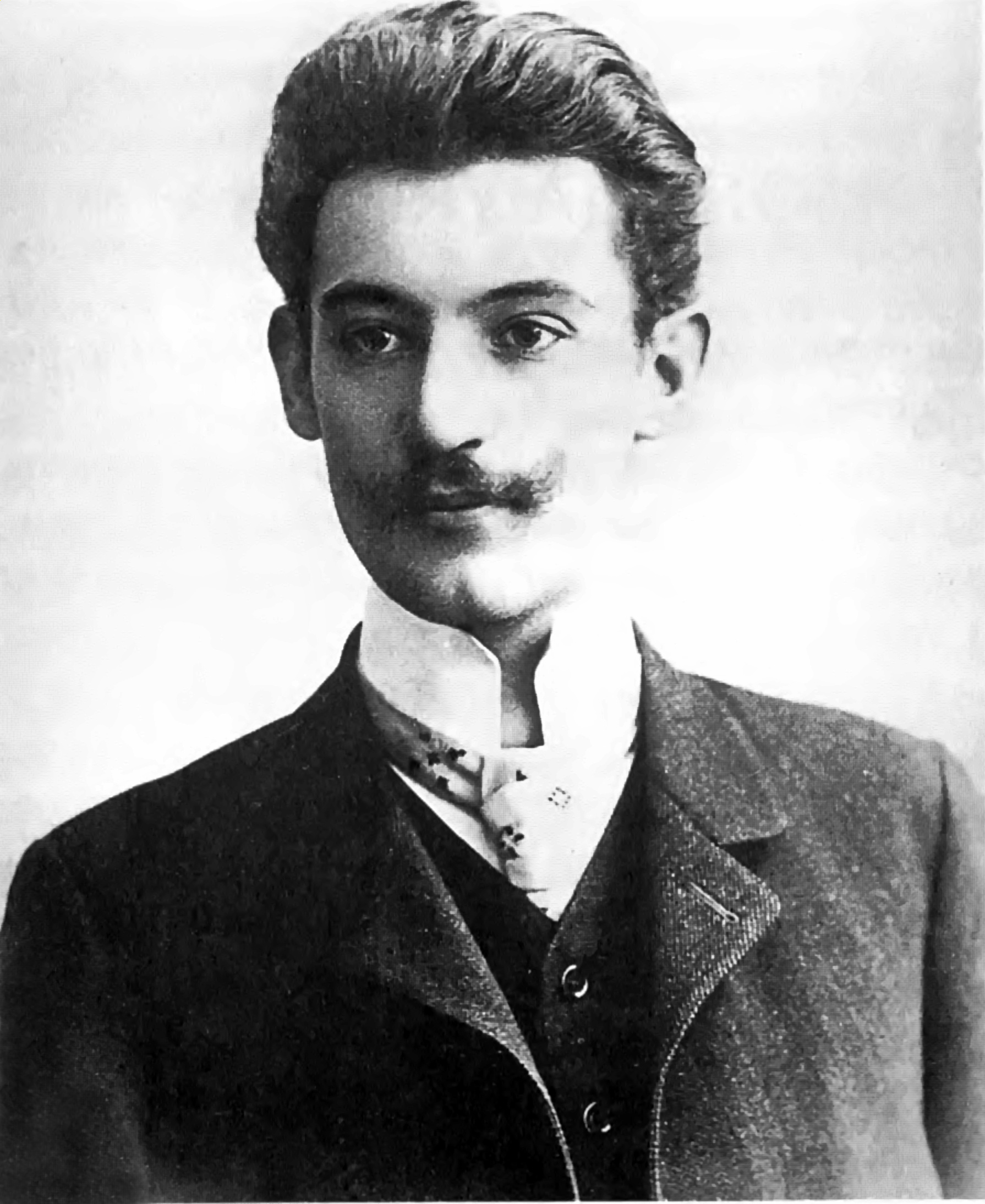
Wolodymyr Starossolskyj, etwa 1909

Wolodymyr Jakymowytsch Starossolskyj (ukrainisch Володимир Якимович Старосольський; * 8. Januar 1878 in Jarosław, Königreich Galizien und Lodomerien, Österreich-Ungarn; † 25. Februar 1942 in Mariinsk, Russische SFSR, Sowjetunion) war ein ukrainischer Jurist, Soziologe und Politiker.

## Leben
Wolodymyr Starossolskyj kam im heute polnischen Jarosław zur Welt. 1896 begann er ein Studium der Jurisprudenz an der Jagiellonen-Universität in Krakau, das er an den Universitäten in Wien, Berlin (1905–1906), Graz (1907) und Heidelberg (1907–1908, 1911–1912) fortsetzte. In seiner Studienzeit war er ein Gründungsmitglied der von 1899 bis 1903 bestehenden studentischen Moloda-Ukraina-Gesellschaft (deutsch: Junge Ukraine) und Herausgeber der gleichnamigen Zeitung.
Nach beendetem Studium praktizierte er als Rechtsanwalt in Lwiw und verteidigte unter anderem politische Aktivisten, darunter Myroslaw Sitschynskyj (Мирослав Миколайович Січинський, 1887–1979) vor Gericht. Zudem war er 1913 Mitgründer und erster Präsident einer ukrainischen paramilitärische Organisation. Während des Ersten Weltkrieges beteiligte er sich am Freiheitskampf der Ukraine. 1918 wurde er Mitglied des ukrainischen Militärkomitees und im Herbst 1919 wurde er Stellvertreter des Außenministers Andrij Liwyzkyj in der Regierung der Ukrainischen Volksrepublik unter Issaak Masepa.
Während des Bestehens der Volksrepublik war er zudem Professor an der Ukrainischen Staatlichen Universität Kamjanez-Podilskyj.
Nach dem Zusammenbruch der Volksrepublik lebte er in Wien und Prag im Exil und lehrte als Professor für Staatsrecht an der Ukrainischen Freien Universität in Wien und der Ukrainischen Wirtschaftsakademie im tschechischen Poděbrady. 1923 wurde Wolodymyr Starossolskyj Mitglied der Wissenschaftlichen Gesellschaft Schewtschenko. 1927 kehrte er nach Lwiw zurück und gründete eine Anwaltskanzlei, die auch prominente Mitglieder der Organisation Ukrainischer Nationalisten vor Gericht verteidigte. Zwischen 1937 und 1939 war er, in Nachfolge von Lew Hankewytsch (Лев Юліанович Ганкевич; 1883–1962), Vorsitzender der Ukrainischen Sozialdemokratischen Partei.
Im September 1939 wurde er Professor an der Universität Lwiw. Allerdings wurde Starossolskyj bereits im Dezember 1939, nach der sowjetischen Besetzung Ostpolens, vom NKWD verhaftet und zu acht Jahren Haft verurteilt, in der er 64-jährig, in einem Gulag im westsibirischen Mariinsk, starb.